# مقاطعة دينتون (تكساس)
مقاطعة دينتون (بالإنجليزية: Denton  County)‏ هي إحدى المقاطعات في ولاية تكساس، الولايات المتحدة الأمريكية.

## أعلام
- توماس لويد بيرنت
- هيو روي كولين